# 포레스트쥐
포레스트쥐 또는 사막짧은꼬리쥐(Leggadina forresti)는 쥐과에 속하는 설치류의 일종이다. 널리 분포하지만, 오스트레일리아 내륙의 건조와 반건조 지역에서 발견되는 드물게 분포하는 종으로 덤불 초원, 명아주속 관목 지대, 멀가 덤불 또는 사바나 산림 지역에서 주로 발견된다.

## 특징
포레스트쥐는 작은 설치류로 몸무게는 15~25g이지만, 30g이 발견되기도 한다. 짧고 두꺼운 꼬리를 갖고 있으며, 길이가 머리부터 몸까지 길이의 60~70% 미만이다. 몸은 뭉툭한 주둥이와 함께 넓고 두꺼우며, 비교적 작은 귀와 눈을 갖고 있다. 상체는 진한 황갈색을 띠고, 연하고 누르스름하거나 회색빛 황갈색의 짧은 털을 갖고 있으며 귀 뒤에 작고 흰 반점이 있다. 아래턱과 턱, 발 아래에 흰색으로 강하게 구분이 나타난다. 드문 드문 털이 있는 꼬리 윗면은 회색을 아랫면은 연한 회색을 띠고, 귀는 둥글고 분홍색빛의 회색이다.

## 분류학
토마스(Oldfield Thomas)가 1906년 노던 준주 알렉산드리아 역에서 수집한 표본으로부터 Leggadina forresti라는 학명으로 처음 명명했다. 오스트레일리아작은쥐속(Leggadina)은 오스트레일리아에서 발견되는 두 종, 포레스트쥐(Leggadina forresti)와 오스트레일리아 북부 해안의 습윤 덤불 초원과 열대 사바나 지역에서 발견되는 열대짧은꼬리쥐(또는 레이크랜드다운스쥐, Leggadina lakedownensis)를 포함하고 있다.
여러개의 이명이 있다.
- Mus forresti (Thomas, 1906)
- Pseudomys messorius (Thomas, 1925)
- Pseudomys waitei (Troughton, 1932)
- Gyomys berneyi (Troughton, 1936)

## 분포
널리 분포하지만 웨스턴오스트레일리아 주 동부 지역부터 퀸즐랜드 주 중부 롤스톤과 노던 준주의 바크리 테이블랜드, 사우스오스트레일리아 주 콕번까지의 오스트레일리아 내륙 대부분의 건조 및 반건조 지역에 듬성 듬성 분포한다. 뉴사우스웨일스 주 스튜어트 국립공원과 티부부라에서 발견되며, 무타윈트지 국립공원에서 아화석 유골이 발견되었다.

## 보전 상태
이전에는 1996년 IUCN 적색 목록에서 저위험/준취약종으로 분류되었지만, 2008년에 "관심대상종"으로 바뀌었다. 포레스트쥐는 오스트레일리아의 1999년 환경보호 및 생물다양성 보존에 관한 법률의 보호를 받는 종에 들어가지 않지만, 1995년 뉴사우스웨일스 주의 위협 종 보호법 별지 2의 취약종으로 등록되어 있다.